# Kagoshima Rebnise
Il Kagoshima Rebnise (鹿児島レブナイズ) è una società cestistica avente sede a Kagoshima, in Giappone. Fondata nel 2008, gioca in B.League.

## Storia
Il Kagoshima Rebnise è una squadra di pallacanestro giapponese fondata a Kagoshima nel 2008. Ha partecipato in Japan Basketball League 2 dal 2008 al 2013 e in NBDL dal 2013 al 2016. Attualmente gioca in B2 League, la seconda serie del campionato giapponese di pallacanestro.